# Lophojoppa suffulta
Lophojoppa suffulta är en stekelart som först beskrevs av Cameron 1884.  Lophojoppa suffulta ingår i släktet Lophojoppa och familjen brokparasitsteklar. Inga underarter finns listade i Catalogue of Life.